# Hong Kong (restaurant Leiden)
Chinees-Indisch restaurant Hong Kong (香港酒楼) was van 1962 tot 2020 de voortzetting van een van de eerste Chinese restaurants in de stad Leiden, in de Nederlandse provincie Zuid-Holland.

## Geschiedenis
De eerste Chinese restaurants in Nederland ontstonden al voor de Tweede Wereldoorlog in Amsterdam en Rotterdam. Leiden volgde ook in die periode: begin 1933 opende de voormalig scheepshofmeester Lai Tan Wong een Chinees eethuis aan de Kloksteeg 1, dat vanaf 1934 door hem aan de Lokhorststraat 21 werd voortgezet.  Na de oorlog, op 29 september 1950, plaatste het Chinese restaurant Akademea, Oude Rijn 15, een advertentie onder het kopje Lekker eten, weinig betalen. Kort daarna, op 5 oktober 1950, opende Chinees-Indisch restaurant Ping An ('geluk') op het adres dat toen nog aangeduid werd als Lange Pieterskerkkoorsteeg 26 (nu: Pieterskerk-Choorsteeg 26). Hier had tientallen jaren een slagerij gezeten en daarna was het enkele jaren in gebruik geweest als woonhuis voor Chinezen. De eigenaar van het nieuwe restaurant was Hsien Siang Chang, geboren te Fu Ting (China) op 29 oktober 1917, maar al enkele jaren woonachtig in Leiden (later wijzigde hij zijn naam in Kia Lie Hoo). De chef-kok van het nieuwe restaurant was Hu Wen Kiu. Op 14 oktober 1954 opende Chang ook een 'speciaal Indisch restaurant' op het adres Pieterskerkkoorsteeg 8.
Met ingang van 16 juli 1956 kwam Ping An in handen van Chang Chun Ling en Li Kin Hien en kreeg het de naam Chekiang.
In 1962 wordt geadverteerd met de naam Chin. Restaurant Hong Kong, maar niet duidelijk is wanneer de naamwisseling exact plaatsvond. Sinds 1962 zijn de naam en eigenaar niet meer gewijzigd. Wel vond in 1973 nog een aanpassing van de inrichting plaats. In maart 2020 plaatste de eigenaar, de familie Choo, onaangekondigd een briefje op de gesloten deur dat met spijt de sluiting van de zaak bekend maakte. De locale pers heeft de eigenaar niet kunnen bereiken en kunnen achterhalen wat de reden was. Momenteel (januari 2024) zit er een bakker in het pand. 

## Concentratie
De Pieterskerk-Choorsteeg kende eind vijftiger jaren een concentratie van Chinese horeca, toen hier gevestigd waren:
- 'Speciaal Indisch restaurant', Korte Pieterskerk-Choorsteeg 8 (vanaf 23 december 1959 voortgezet als Chinees-Indisch restaurant Ping An, eigenaar Hsien Siang Chang[10] en later verplaatst naar de etage boven De Harmonie, Breestraat 16)
- Toko Asia, Pieterskerk-Choorsteeg 10
- Chinees Restaurant Wen Chow, Lange Pieterskerk-Choorsteeg 9 (geopend 23 januari 1958)
- Chinees-Indisch restaurant Chekiang 浙江 (het latere Hong Kong)
- En vlakbij in de Diefsteeg restaurant Woo-Ping van de familie Ye (gevestigd sinds 17 november 1954[11].

Uiteindelijk is hiervan alleen Woo Ping overgebleven.

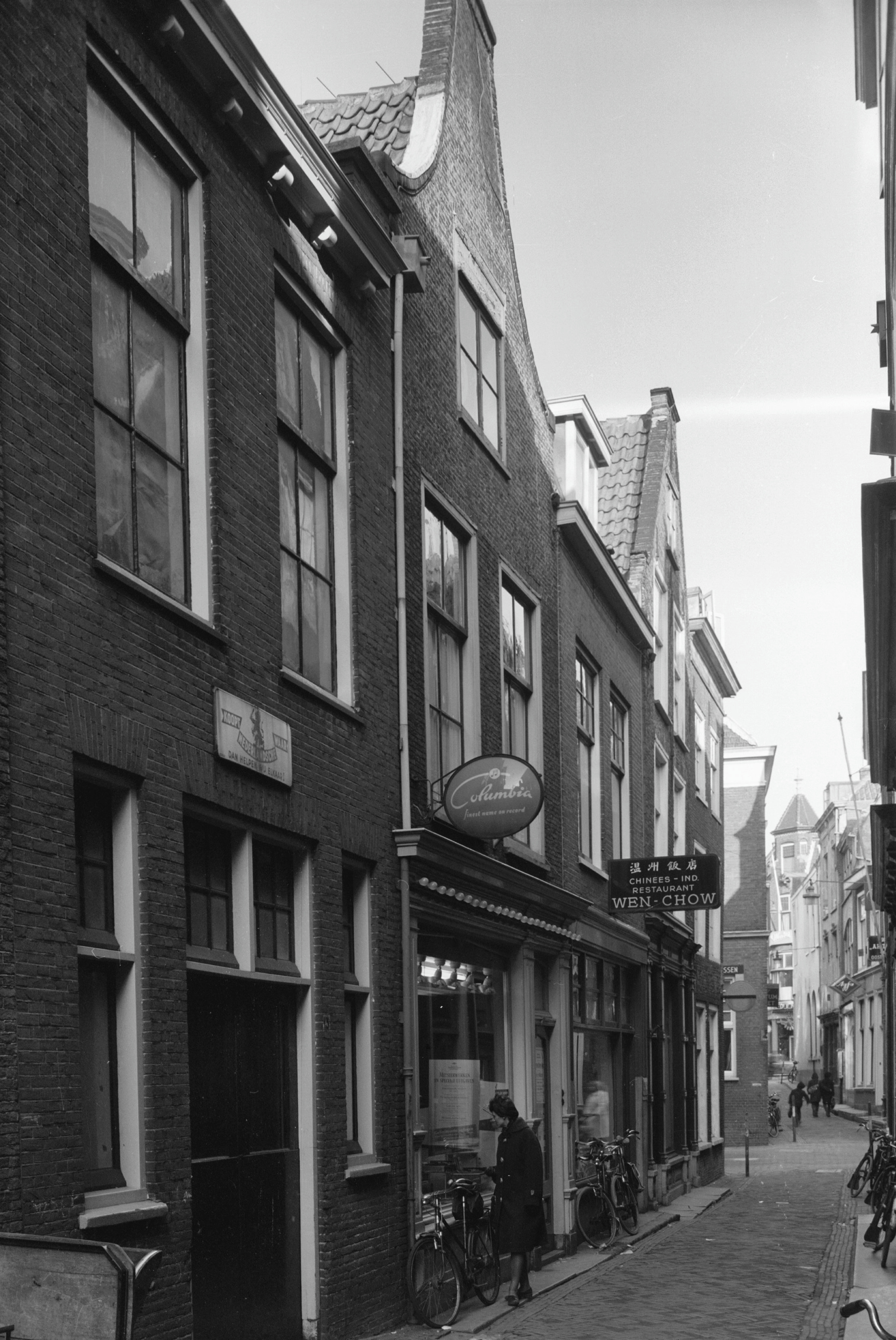
Wen-Chow, aan de Pieterskerk-Choorsteeg 9
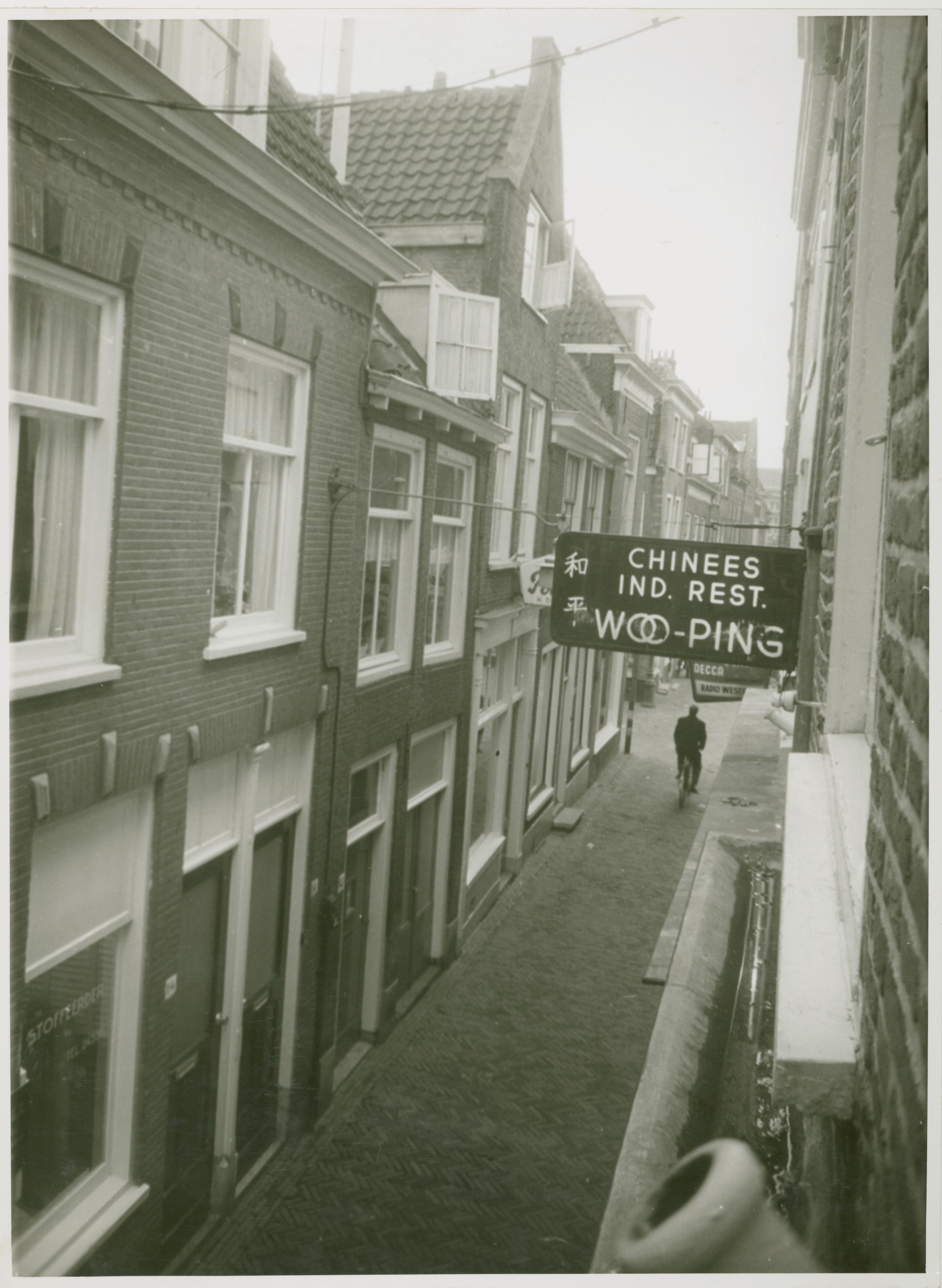
Uithangbord van Woo-Ping

## Publicatie
- 'Pindamannen, textielventers en restauranthouders: Chinezen sinds 1931'. In: Gerard van der Harst & Leo Lucassen: Nieuw in Leiden. Plaats en betekenis van vreemdelingen in een Hollandse stad (1918-1955). Leiden, Primavera Pers, 1998. ISBN 9074310370